# دریاسر (لنگرود)
دریاسر، یکی از دو روستای (نام روستای دیگر، مریدان است) تابع بخش کومله شهرستان لنگرود در استان گیلان ایران است.

## جمعیت
این روستا در دهستان دریاسر قرار دارد و براساس سرشماری مرکز آمار ایران در سال ۱۳۸۵، جمعیت آن ۲٬۵۵۷ نفر (۷۴۴خانوار) بوده‌است.
مراکز دیدنی روستای دریاسر می‌تواند به اسخر (سل محلی) ۱۶ هتکاری که جایگاه مفید و آرامی برای گذارندن خانواده‌ها و در کنار آن لذت ماهی گیری را فراهم کرد. باغات چای و توت با نمایی زیبا.مزارع برنج.  منازل قدیمی. زمین فوتبال چمن و جاهای دیدنی دیگر